# Kurtschatowski rajon (Kursk)
Der Rajon Kurtschatow oder russisch Kurtschatowski rajon (Курчатовский район) ist eine Verwaltungseinheit in der russischen Oblast Kursk.
Der Verwaltungssitz des Rajons ist Kurtschatow, das nicht innerhalb seiner Grenzen liegt.

## Geografie
Der Rajon liegt im Zentrum der Oblast und grenzt an die Rajons Lgow, Konyschowka, Fatesch, Oktjabrski und Bolschoje Soldatskoje.

### Flüsse
Das Rajongebiet wird von den Flüssen Sejm (linker Nebenfluss der Desna), Lomnja, Penka, Reut und Ditschnja durchflossen.

### Klima
In diesem Rajon ist das Klima kalt und gemäßigt. Er hat während des Jahres eine erhebliche Menge an Niederschlägen zu verzeichnen. Dfb lautet die Klassifikation des Klimas nach Köppen und Geiger.

## Geschichte
Der Rajon Kurtschatow wurde am 23. März 1977 in Nachfolge des von 1928 bis 1977 bestehenden Rajons Iwanino gegründet. Nach der Umbenennung der Rajons wurde der östliche Teil des Rajons Lgow eingegliedert.

## Kommunale Selbstverwaltung
Auf dem Territorium des Rajons Kurtschatow bestehen 2 Stadt- und 6 Landgemeinden (Dorfsowjets).

### Stadtgemeinden
| Name                             | Verwaltungssitz                  | Anzahl der Orte | Einwohner (2010) | Fläche [km²] |
| -------------------------------- | -------------------------------- | --------------- | ---------------- | ------------ |
| Possjolok imeni Karla Libknechta | Possjolok imeni Karla Libknechta | 1               | 2.697            | 10,21        |
| Iwanino                          | Iwanino                          | 1               | 7.908            | 35,84        |

### Landgemeinden (Dorfsowjets)
| Name          | Verwaltungssitz | Anzahl der Orte | Einwohner (2010) | Fläche [km²] |
| ------------- | --------------- | --------------- | ---------------- | ------------ |
| Ditschnjanski | Ditschnja       | 03              | 3.148            | 065,21       |
| Druschnenski  | Druschnaja      | 03              | 0.804            | 046,56       |
| Kolpakowski   | Nowossergejewka | 10              | 0.888            | 089,25       |
| Kostelzewski  | Kostelzewo      | 26              | 0.964            | 223,08       |
| Makarowski    | Makarowka       | 10              | 1.223            | 097,93       |
| Tschaplinski  | Tschapli        | 03              | 1.127            | 053,40       |

## Einwohnerentwicklung
| Jahr | Einwohner |
| ---- | --------- |
| 2002 | 19.714    |
| 2007 | 17.465    |
| 2009 | 17.065    |
| 2010 | 18.021    |
| 2011 | 17.860    |
| 2012 | 18.052    |
| 2013 | 18.408    |
| 2014 | 18.605    |
| 2015 | 18.647    |
| 2016 | 18.726    |
| 2017 | 18.759    |
| 2018 | 18.544    |